# Il nemico sotterraneo
Il nemico sotterraneo (Pluto and the Gopher) è un film del 1950 diretto da Charles A. Nichols. È un cortometraggio animato della serie Pluto, prodotto dalla Walt Disney Productions e uscito negli Stati Uniti il 10 febbraio 1950, distribuito dalla RKO Radio Pictures. A partire dagli anni novanta è più noto come Pluto e la talpa.

## Trama
Mentre si trova in giardino, Pluto si imbatte in un gopher, che si mette a mangiare i fiori di Minni. Pluto si lancia all'inseguimento del gopher, ma ad un certo punto il roditore si nasconde tra i fiori di Minni, dove il cane si mette a scavare. In quel momento arriva Minni, che ordina a Pluto di stare lontano dai fiori del giardino. Subito dopo Minni porta dentro casa il fiore più grande del suo giardino, che viene poco dopo divorato dal gopher. Scavando in un tappeto simile al prato, il gopher incontra di nuovo Pluto, al che quest'ultimo lo insegue dentro casa. Ad un certo punto il gopher viene sparato da una bottiglia gassosa e si mette a rimbalzare fino a quando atterra nel giardino di casa, dopodiché immobilizza il cane e si mangia i fiori.

## Distribuzione

### Edizioni home video

#### VHS
- Topolino superstar (febbraio 1991)[2]

#### DVD
Il cortometraggio è incluso nel DVD Topolino che risate! - Volume 3.